# Кирилов, Росен
Росен Йорданов Кирилов (болг. Росен Йорданов Кирилов; род. 4 января 1973[…], Видин) — болгарский футболист и футбольный тренер. Выступал на позиции центрального и левого защитника.

## Карьера

### Международная
Свой первый матч за сборную Болгарии сыграл в 1995 году в матче со сборной Узбекистана. Кирилов сыграл 51 игру за национальную сборную с 1998 по 2006 год. Он был в составе команды на чемпионате мира 1998 года и на чемпионате Европы по футболу 2004 года.